# Ronald D. Moore
Ronald Dowl Moore (Chowchilla, 5 luglio 1964) è uno sceneggiatore, produttore televisivo e regista statunitense.

## Biografia
È diventato uno sceneggiatore professionista contribuendo alla saga di Star Trek dal 1988 al 1999 nelle serie Star Trek: The Next Generation, Star Trek: Deep Space Nine e Star Trek: Voyager.
È noto come creatore, produttore e sceneggiatore della serie televisiva Battlestar Galactica dal 2004 al 2009. È stato co-creatore, produttore e sceneggiatore dello spin-off Caprica, tra il 2009] e il 2010.
Nel 2010 ha stipulato un contratto in esclusiva con la Sony per lo sviluppo di una serie di genere poliziesco/fantasy.
Inoltre è l'ideatore e produttore di Philip K. Dick's Electric Dreams, distribuito tra il 2017 e il 2018.

## Filmografia parziale
- Star Trek: The Next Generation – serie TV, 27 episodi (1989-1994)
- Star Trek: Deep Space Nine – serie TV, 30 episodi (1993-1999)
- Star Trek: Voyager – serie TV, 2 episodi (1995-2001)
- Good vs Evil – serie TV, 2 episodi (1999-2000)
- Roswell – serie TV, 10 episodi (1999-2002)
- Carnivàle – serie TV, 3 episodi (2003-2005)
- Battlestar Galactica – miniserie TV (2003)
- Battlestar Galactica – serie TV, 73 episodi (2004-2009)
- Caprica – serie TV, 19 episodi (2010)
- Portlandia – serie TV, 1 episodio (2012)
- Outlander – serie TV, 40 episodi (2014-)
- Helix – serie TV, 26 episodi (2014–2015)
- Philip K. Dick's Electric Dreams – serie TV, 1 episodio (2017)
- For All Mankind – serie TV, 30 episodi (2019–)
- Outlander: Blood of My Blood – serie TV, 10 episodi (2025)